# Церковь Андрея Критского (Санкт-Петербург)
Храм преподобномученика Андрея Критского — домовый православный храм в Санкт-Петербурге на Рижском проспекте. Был построен в 1892 году, входит в комплекс исторических зданий Экспедиции заготовления государственных бумаг (ныне АО «Гознак»), является подворьем Константино-Еленинского монастыря.

## История
В канун годовщины спасения императорской семьи и царя Александра III во время крушения императорского поезда 17 октября 1888 года рабочие и служащие Экспедиции заготовления государственных бумаг, фабрика которой была построена в 1818 году на левом берегу Фонтанки, постановили выстроить на свои пожертвования отдельную церковь в память об этом событии. На отдельную церковь собранных денег, однако, не хватило, поэтому академику архитектуры Карлу Маевскому пришлось проектировать храм, рассчитанный на 1500 человек, на третьем этаже административного здания.
Строительные работы велись в течение 1891—1892 годов. 18 октября 1892 года епископ Выборгский Антоний освятил храм в честь преподобномученика Андрея Критского, память которого приходилась на день спасения императорской семьи. В освящении храма принимал участие отец Иоанн Кронштадтский. Первым настоятелем стал будущий новомученик отец Философ Николаевич Орнатский, видный церковный деятель.
Снаружи над входом в здание была помещена копия картины Ивана Макарова, изображающая крушение императорского поезда в Борках, внутри храма арки колонн были расписаны в технике энкаустики, а иконы, помещённые в резной дубовый иконостас, были написаны такими мастерами как Д. В. Трунов, Адольф Шарлемань, Виктор Бобров.

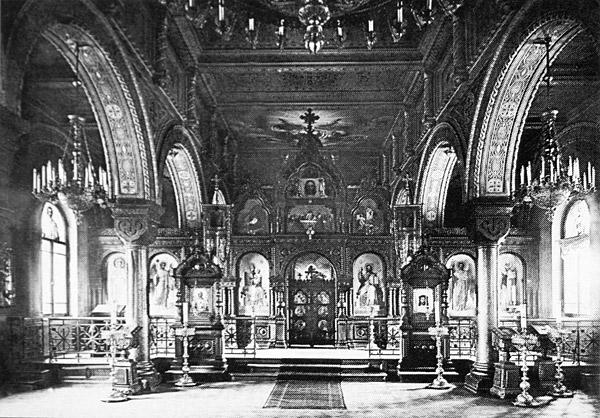
Интерьер храма до революции

Летом 1923 года храм был закрыт и использовался как общежитие для рабочих фабрики, а позже как помещение фабричного клуба.
Возрождение храма началось после того, как в 1990-х годах церковь была передана организации «Гознак». В 1998 году в церкви был совершён молебен в день памяти преподобномученика Андрея Критского, а в 2006 году после реставрационных работ храм был передан православной общине как подворье Константино-Еленинского женского монастыря.
В стенах храма Андрея Критского хранится более 70 святынь, среди которых частицы мощей святого Николая Чудотворца, великомученика Георгия Победоносца, равноапостольных Кирилла и Мефодия, а также особо почитаемые образа Андрея Критского, Николая Чудотворца и Богоматери «Троеручица».